# Dawydiw Brid
Dawydiw Brid (ukrainisch Давидів Брід, russisch Давыдов Брод Dawydow Brod) ist ein Dorf im Rajon Beryslaw der ukrainischen Oblast Cherson. Es wurde 2001 von 1223 Menschen bewohnt.

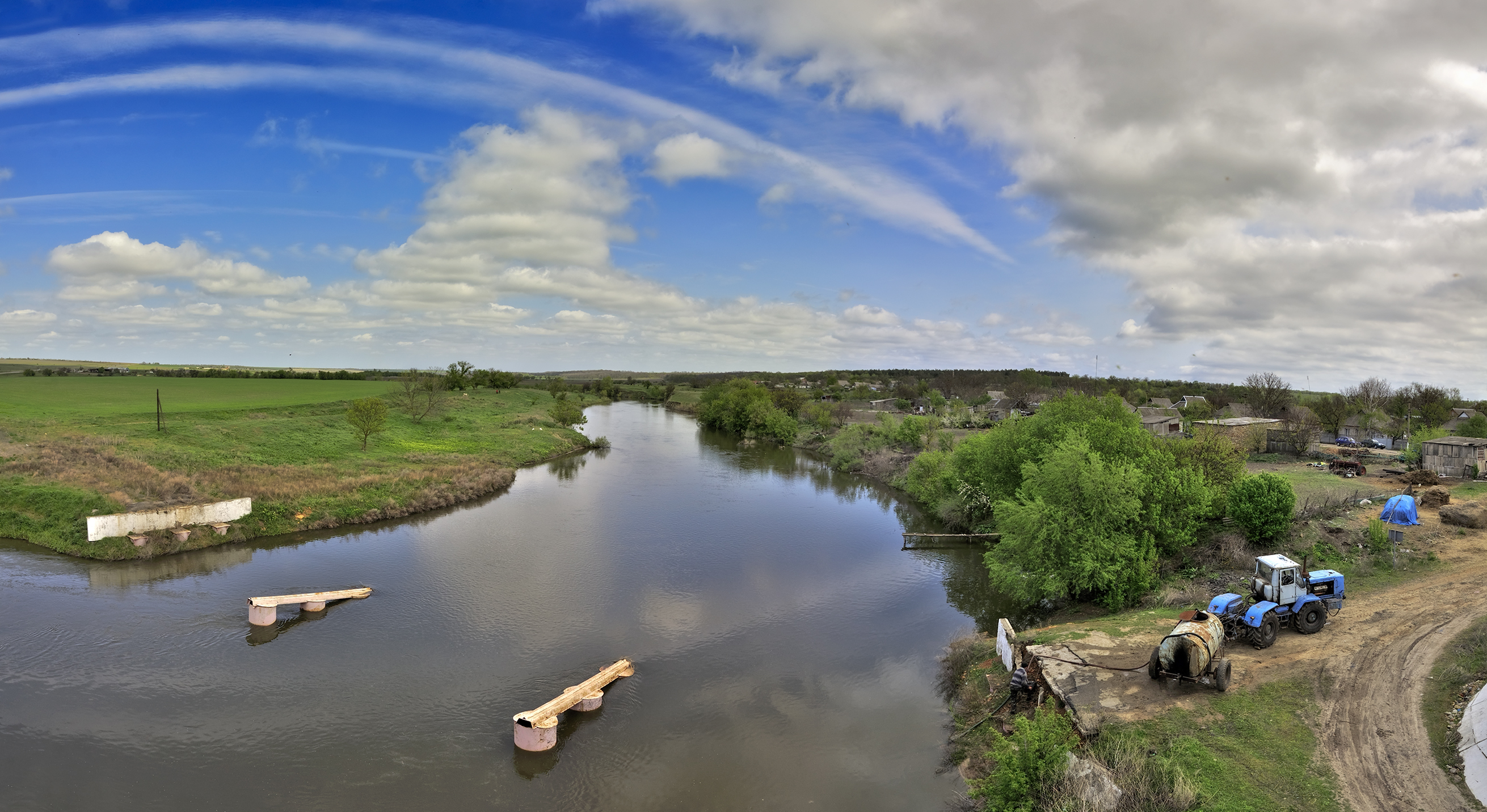
Blick auf das Flussufer des Dorfes

Am 12. Juni 2020 wurde das Dorf ein Teil der Siedlungsgemeinde Welyka Oleksandriwka; bis dahin bildete es zusammen mit den Dörfern Bilohirka (Білогірка) und Saporischschja (Запоріжжя) die Landratsgemeinde Dawydiw Brid (Давидово-Брідська сільська рада/Dawydowo-Bridska silska rada) im Westen des Rajons Welyka Oleksandriwka.
Seit Juli 2020 ist es ein Teil des Rajons Beryslaw.

## Geschichte
Das Dorf am Ufer des Inhulez wurde im Zuge des Russischen Überfalls auf die Ukraine von russischen Truppen besetzt. Ende Mai 2022 führten ukrainische Truppen einen Angriff auf das Dorf aus. In der Folge sprengten russische Truppen die Brücke über den Inhulez, um ein ukrainisches Vordringen zu erschweren. Am 4. Oktober 2022 gelang die Rückeroberung durch ukrainische Kräfte.

## Bevölkerung
Nach der Volkszählung aus dem Jahre 2001 hatte das Dorf 1223 Einwohner.
Muttersprache der Bewohner im Jahre 2013
| Sprache                | Anzahl | %%      |
| ---------------------- | ------ | ------- |
| Ukrainisch             | 1177   | 96,24 % |
| Russisch               | 40     | 3,27 %  |
| Moldawisch (Rumänisch) | 2      | 0,16 %  |
| Belarussisch           | 1      | 0,08 %  |
| Ungarisch              | 1      | 0,08 %  |
| Andere                 | 2      | 0,17 %  |